# Hamu ibne Abdalaque

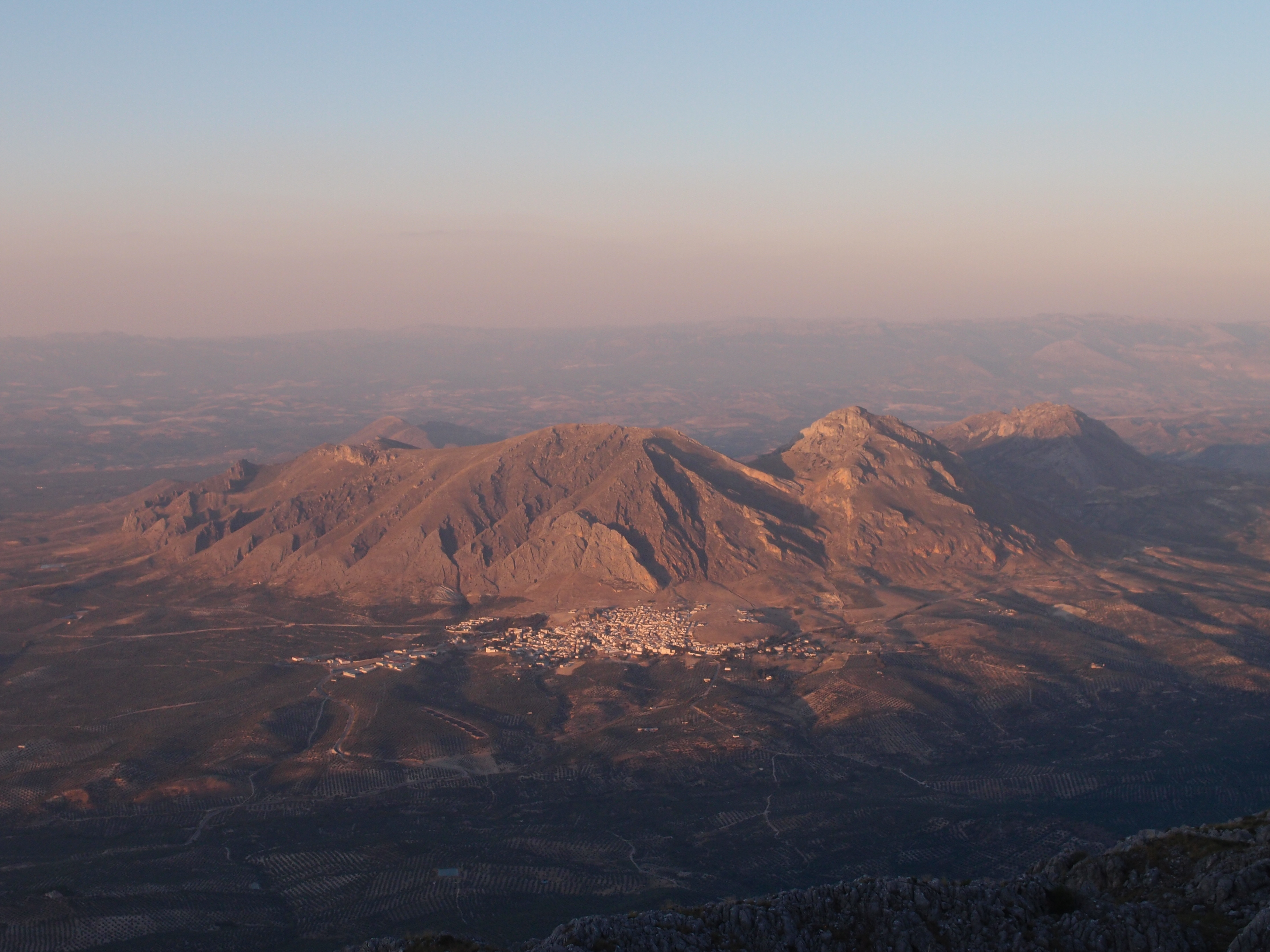
Em abril de 1302, Hammu ibn Abd al-Haqq conseguiu tomar Bedmar (foto) para Maomé III.

Hamu ibne Abdalaque ibne Rau (em árabe: حمّو بن عبدالحق بن رحّو; romaniz.: Hammu ibn Abd al-Haqq ibn Rahhu) foi um príncipe merínida que serviu como xeique alguzate (chefe dos Voluntários da Fé) no Reino Nacérida de Granada durante o reinado de Maomé III (r. 1302–1309) e Nácer (r. 1309–1314).

## Vida
Hamu era um príncipe dos Banu Rau, uma família aparentada com os berberes merínidas do Magrebe Ocidental (atual Marrocos). Se rebelou sem sucesso contra o sultão Abu Arrabi Solimão (r. 1289–1310) no norte da África. Como muitos príncipes dissidentes, foi exilado em Granada para se juntar aos "Voluntários da Fé", um corpo militar formado por norte-africanos que lutaram pela defesa dos muçulmanos na Península Ibérica. Sob Maomé III, comandou as tropas que capturaram Bedmar de Castela em abril de 1302, duas semanas após a ascensão do sultão. Quando outro príncipe merínida Otomão ibne Abi Alulá entrou no serviço nacérida, recebeu o comando dos Voluntários em Málaga e nos territórios ocidentais, enquanto Hamu manteve o comando em Granada. Manteve o posto depois que Maomé III foi deposto e substituído por seu irmão Nácer. Quando uma rebelião estourou contra Nácer em favor de seu sobrinho Ismail I, Hamu permaneceu leal enquanto Otomão ficou do lado de Ismail. A rebelião foi finalmente bem-sucedida, Nácer abdicou em 1314 enquanto Hamu perdeu seu posto e seguiu Nácer para o exílio em Guadix.